# Tachiramantis
Genre
Tachiramantis est un genre d'amphibiens de la famille des Craugastoridae.

## Répartition
Les trois espèces de ce genre se rencontrent à la frontière entre la Colombie et le Venezuela.

## Liste des espèces
Selon Amphibian Species of the World (15 septembre 2015) :
- Tachiramantis douglasi (Lynch, 1996)
- Tachiramantis lentiginosus (Rivero, 1984)
- Tachiramantis prolixodiscus (Lynch, 1978)

## Étymologie
Le nom de ce genre vient de Tachira, en référence à la dépression de Táchira, et du grec mantis, la rainette, en référence à l'habitat des espèces de ce genre.

## Publication originale
- Heinicke, Barrio-Amorós & Hedges, 2015 : Molecular and morphological data support recognition of a new genus of New World direct-developing frog (Anura: Terrarana) from an under-sampled region of South America. Zootaxa, no 3986, p. 151–172.